# Divizia Națională (2003/2004)
Sezon 2003/2004 był 13. edycją rozgrywek o mistrzostwo Mołdawii. Tytuł mistrza kraju obronił zespół Sheriff Tyraspol. Tytuł króla strzelców przypadł Vladimirowi Sziszelowowi, który w barwach Zimbru Kiszyniów strzelił 15 goli.

## Zespoły
| Uczestnicy poprzedniej edycji                                                                                 | Uczestnicy poprzedniej edycji | Uczestnicy poprzedniej edycji | Uczestnicy poprzedniej edycji |
| --- | ----------------------------- | ----------------------------- | ----------------------------- |
| SHE | Sheriff Tyraspol              | 1                             |                               |
| ZKI | Zimbru Kiszyniów              | 2                             |                               |
| NOT | Nistru Otaci                  | 3                             |                               |
| DAK | Dacia Kiszyniów               | 4                             |                               |
| TIR | FC Tiraspol                   | 5                             |                               |
| AGR | Agro Kiszyniów                | 6                             |                               |
| Spadek z Divizia Națională                                                                                    |                               |                               |                               |
| POL | Politehnica Kiszyniów         | 7                             |                               |
| HIN | FC Hîncești                   | 8                             |                               |
| Awans z Divizia A                                                                                             |                               |                               |                               |
| TIL | Tiligul Tyraspol              |                               |                               |
| UAK | Unisport-Auto Kiszyniów       |                               |                               |
| Oznaczenia: - kolumna pierwsza – skróty nazw drużyn, - kolumna trzecia – miejsce zajęte w poprzednim sezonie. |                               |                               |                               |

## Tabela końcowa
|   | Klub                    | M  | Z  | R  | P  | Br+ | Br- | Pkt |
| 1 | Sheriff Tyraspol        | 28 | 20 | 5  | 3  | 50  | 16  | 65  |
| 2 | Nistru Otaci            | 28 | 17 | 6  | 5  | 47  | 26  | 57  |
| 3 | Zimbru Kiszyniów        | 28 | 14 | 7  | 7  | 40  | 23  | 49  |
| 4 | FC Tiraspol             | 28 | 12 | 9  | 7  | 32  | 22  | 45  |
| 5 | Dacia Kiszyniów         | 28 | 9  | 8  | 11 | 26  | 28  | 35  |
| 6 | Tiligul Tyraspol        | 28 | 5  | 14 | 9  | 21  | 26  | 29  |
| 7 | Unisport-Auto Kiszyniów | 28 | 6  | 5  | 17 | 29  | 52  | 23  |
| 8 | Agro Kiszyniów          | 28 | 1  | 2  | 25 | 14  | 66  | 5   |

|  | Mistrz             |
|  | Baraż o utrzymanie |
|  | Spadek             |

## Baraż o utrzymanie/awans
17 czerwca 2004:
Unisport-Auto Kiszyniów 2-1 Politehnica Kiszyniów
Unisport-Auto Kiszyniów pozostało w 1. lidze.

## Najlepsi Strzelcy
|   | Piłkarz            | Klub             | Gole |
| - | ------------------ | ---------------- | ---- |
| 1 | Vladimir Sziszelow | Zimbru Kiszyniów | 15   |
| 2 | Julian Bursuc      | Nistru Otaci     | 11   |
| 3 | Andrej Nesteruc    | Sheriff Tyraspol | 10   |
| 4 | Sergej Japalau     | Dacia Kiszyniów  | 9    |
| 5 | Rusłan Barburos    | FC Tiraspol      | 8    |
| 6 | Anatolij Doros     | Nistru Otaci     | 7    |
| - | Aleksandr Golban   | Dacia Kiszyniów  | 7    |